# Stolephorus
Stolephorus és un gènere de peixos teleostis que pertany a la família Engraulidae.

## Particularitats
Aquesta família inclou diverses espècies d'aladrocs, seitons o anxoves.

## Taxonomia
- Stolephorus advenus
- Stolephorus andhraensis
- Stolephorus apiensis
- Stolephorus baganensis
- Stolephorus brachycephalus
- Stolephorus carpentariae
- Stolephorus chinensis
- Stolephorus commersonnii
- Stolephorus dubiosus
- Stolephorus holodon
- Stolephorus indicus
- Stolephorus insularis
- Stolephorus multibranchus
- Stolephorus nelsoni
- Stolephorus pacificus
- Stolephorus ronquilloi
- Stolephorus tri
- Stolephorus waitei